# Lista siturilor arheologice din județul Dolj - V
Lista siturilor arheologice din județul Dolj - V conține toate siturile arheologice din județul Dolj înscrise în Repertoriul Arheologic Național (RAN) și aflate în localități al căror nume începe cu litera V. RAN este administrat de Ministerul Culturii și Patrimoniului Național și cuprinde date științifice, cartografice, topografice, imagini și planuri, precum și orice alte informații privitoare la zonele cu potențial arheologic, studiate sau nu, încă existente sau dispărute.
Puteți căuta un sit din localitățile care încep cu litera V folosind formularul de mai jos sau puteți naviga prin toate siturile din județ la Lista siturilor arheologice din județul Dolj.
| Cod RAN                                  | Denumire | Localitate                                    | Adresă     | Datare                  | Descoperit | Coordonate | Imagine           | Erori            |
| ---------------------------------------- | --- | --------------------------------------------- | ---------- | ----------------------- | ---------- | ---------- | ----------------- | ---------------- |
| 74590.01.01 (Cod LMI: DJ-I-s-B-07916)    | Cetatea dacică de la Valea Stanciului - "La Vrancea" / ansamblu anonim (Categorie: locuire civilă) (Tip: Cetate)              | sat Valea Stanciului, comuna Valea Stanciului | La Vrancea | geto-dacică sec. I      |            |            | Încărcați imagine | Raportați eroare |
| 74714.01.01 (Cod LMI: DJ-I-m-B-07918.02) | Situl arheologic de la Verbița - "Eleșteu" / ansamblu anonim (Categorie: locuire civilă) (Tip: Așezare)                       | sat Verbița, comuna Verbița                   | Eleșteu    |                         |            |            | Încărcați imagine | Raportați eroare |
| 74714.01.02 (Cod LMI: DJ-I-m-B-07918.01) | Situl arheologic de la Verbița - "Eleșteu" / ansamblu anonim (Categorie: locuire civilă) (Tip: Așezare)                       | sat Verbița, comuna Verbița                   | Eleșteu    | sec. IV                 |            |            | Încărcați imagine | Raportați eroare |
| 74723.01.01 (Cod LMI: DJ-I-s-A-07917)    | Situl arheologic de la Verbicioara - "La Cetate" / ansamblu anonim (Categorie: locuire civilă) (Tip: Așezare fortificată)     | sat Verbicioara, comuna Verbița               | La Cetate  | Verbicioara             |            |            | Încărcați imagine | Raportați eroare |
| 74723.01.02 (Cod LMI: DJ-I-s-A-07917)    | Situl arheologic de la Verbicioara - "La Cetate" / ansamblu anonim (Categorie: locuire civilă) (Tip: Așezare)                 | sat Verbicioara, comuna Verbița               | La Cetate  | Sălcuța                 |            |            | Încărcați imagine | Raportați eroare |
| 74723.01.03 (Cod LMI: DJ-I-s-A-07917)    | Situl arheologic de la Verbicioara - "La Cetate" / ansamblu anonim (Categorie: locuire civilă) (Tip: Așezare)                 | sat Verbicioara, comuna Verbița               | La Cetate  | Coțofeni                |            |            | Încărcați imagine | Raportați eroare |
| 74493.01.01                              | Așezarea Latene de la Viișoara-Moșneni - "La Cetate" / ansamblu anonim (Categorie: locuire civilă) (Tip: Așezare fortificată) | sat Viișoara Moșneni, comuna Teslui           | La Cetate  | geto-dacică sec. II     |            |            | Încărcați imagine | Raportați eroare |
| 74493.01.02                              | Așezarea Latene de la Viișoara-Moșneni - "La Cetate" / ansamblu anonim (Categorie: locuire civilă) (Tip: Așezare)             | sat Viișoara Moșneni, comuna Teslui           | La Cetate  | sec. II                 |            |            | Încărcați imagine | Raportați eroare |
| 71046.01.01 (Cod LMI: DJ-I-s-B-07921)    | Cetatea dacică de la Voita - "La Cetate" / ansamblu anonim (Categorie: locuire civilă) (Tip: Cetate)                          | sat Voita, comuna Brabova                     | La Cetate  | geto-dacică sec. I - II |            |            | Încărcați imagine | Raportați eroare |